# Riadhia diehli
Riadhia diehli là một loài bướm đêm trong họ Noctuidae.